# Madame Hyde
Madame Hyde és una pel·lícula francesa dramàtica dirigida per Serge Bozon i estrenada el 2017. Ha estat doblada al català.
Protagonitzada per Isabelle Huppert, José García i Romain Duris, va ser seleccionada per competir en el Festival de Locarno.

## Argument
Madame Géquil és una excèntrica professora que treballa en una escola secundària tècnica de París. És menyspreada tant pels seus companys de treball com pels seus alumnes, però la seva feble actitud farà que segueixi suportant-los. Una nit de tempesta, un llamp l'enxampa i perd el coneixement; quan recobra el sentit, Madame Géquil es troba completament canviada. Després, haurà de controlar a la poderosa i amenaçadora Madame Hyde que habita en el seu interior.

## Repartiment
- Isabelle Huppert: Marie Géquil
- Romain Duris: el director
- José García: Pierre Géquil
- Adda Senani: Malik
- Patricia Barzyk: la veïna
- Guillaume Verdier: l'aprenent de Marie
- Pierre Léoncomo: l'inspector
- Karole Rocher: la col·lega
- François Négret: el nou professor
- Charlotte Very: la professora de francès
- Roxane Arnal i Angèle Metzger: les delegades de la classe

## Crítica
- "Combina sense prejudicis la comèdia absurda, el fantàstic i fins i tot el musical, per dur a terme una exposició didàctica, gairebé documental, de les frustracions i recompenses de l'educació, i de la complexa relació entre docent i alumne.[5]
- "Una comèdia diferent i efervescent que es torna alguna cosa fluixa al final (...) Per desgràcia, no veiem a Huppert en el paper de l'egoista i voraç monstre que el títol promet."[6]
- "La interpretació de Huppert transmet una sensació de propòsit que la pròpia pel·lícula no transmet (...) Les seqüències còmiques no acaben de funcionar del tot"[7]
- "Resulta interessantíssima, però aquesta mateixa combinació desbordant i inconstant d'idees, tons i gèneres cinematogràfics alterats, a estones, sumeix a 'Madame Hyde' en una indefinició una mica capritxosa i irritant. (…) Puntuació: ★★★ (sobre 5)"[8]
- En el lloc web de ressenyes Rotten Tomatoes, la pel·lícula té una qualificació d'aprovació del 46 % sobre la base de 24 revisions, i una qualificació faig una mitjana de 5.4 / 10.[9] A Metacritic, la pel·lícula té una puntuació mitjana ponderada de 60 de 100, basat en 15 crítiques, la qual cosa indica "crítiques mixtes".[10]